# 阿尔代尔
阿尔代尔·纳斯西门托·多斯·桑托斯（英語：Aldair Nascimento dos Santos，1965年11月30日—），通常简称为阿尔代尔（Aldair，葡萄牙語發音：[awdaˈiʁ]），是一位退休的巴西球员，担任后卫，曾协助巴西國家足球隊捧回1994年國際足協世界盃奖杯。